# Hysterocrates apostolicus
Hysterocrates apostolicus é uma espécie de aranha pertencente à família Theraphosidae (tarântulas).